# Keine halben Sachen
Keine halben Sachen (Originaltitel: The Whole Nine Yards) ist eine US-amerikanische Kriminalkomödie aus dem Jahr 2000 von Jonathan Lynn mit Bruce Willis, Matthew Perry und Rosanna Arquette in den Hauptrollen. 2004 erschien die Fortsetzung Keine halben Sachen 2 – Jetzt erst recht! unter der Regie von Howard Deutch.

## Handlung
Der in einem Vorort von Montreal lebende Zahnarzt Nicholas „Oz“ Oseransky wird von seiner Ehefrau Sophie und seiner Schwiegermutter gehasst und getriezt, und sein Schwiegervater hat ihm einen Schuldenberg hinterlassen. Aufgrund eines ungünstigen Ehevertrags kann er es sich nicht leisten, sich scheiden zu lassen. Seine einzige Freundin ist seine Rezeptionistin Jill, die ihm vergeblich rät, seine Frau zu verlassen.
Eines Tages bekommt er einen neuen Nachbarn und findet zufällig heraus, dass es sich bei ihm um den berüchtigten Mafia-Auftragsmörder Jimmy „Die Tulpe“ Tudeski handelt. Tudeski sucht Schutz in der Anonymität der Vorstadt, nachdem er gegen die mächtige Gogolak-Familie, einen Teil der Chicagoer Mafia, ausgesagt hat. Er und Oz freunden sich an, doch Oz’ Frau drängt ihn dazu, nach Chicago zu fahren und dort Tudeskis Aufenthaltsort an Janni Gogolak zu verraten: Mit der Belohnung könnten sie ihre Schulden bezahlen, und sie werde in die Scheidung einwilligen.
In Chicago beschließt Oz, seinen Nachbarn doch nicht zu verraten. Er wird jedoch in seinem Hotelzimmer von dem Auftragsmörder Franklin „Frankie Figs“ Figueroa erwartet, der ihn zu Janni Gogolak bringt. Dort trifft er Tudeskis entfremdete Frau Cynthia, und die beiden verbringen eine Nacht miteinander. In der Zwischenzeit verrät Sophie den Plan ihres Ehemannes an Tudeski, um diesen dazu zu bringen, ihn zu töten und so an seine Lebensversicherung zu gelangen. Tudeski durchschaut ihr falsches Spiel jedoch.
Tudeski und Jill, die sich als angehende Auftragsmörderin entpuppt (die ursprünglich von Sophie auf Oz angesetzt worden war, aber diesen zu sympathisch fand) und Tudeski als Vorbild bewundert, können Gogolak und seine Handlanger in eine Falle locken und töten. Sophie hat unterdessen einen vermeintlichen Profikiller engagiert, der sich aber als Polizist entpuppt; dieser wird nach dem Gefecht mit Gogolaks Leuten von Tudeski getötet, doch Oz’ Frau kommt wegen des Mordauftrags ins Gefängnis, so dass sich ihr Mann endlich von ihr scheiden lassen kann. Oz nutzt seine Kenntnisse als Zahnarzt und täuscht durch das Austauschen von Zähnen an einer Leiche den Tod von Tudeski vor. Frankie Figs fordert, dass Tudeski Oz als Zeugen erschießen müsse, doch Tudeski tötet stattdessen Frankie Figs. Er gibt Cynthia endgültig frei, so dass sie und Oz heiraten können.

## Besetzung und Synchronisation
Die deutschsprachige Synchronisation des Films entstand bei der Film- & Fernseh-Synchron GmbH. Verfasser des Dialogbuchs und auch Dialogregisseur war Lutz Riedel.
| Rolle                                                     | Darsteller            | Synchronsprecher |
| --------------------------------------------------------- | --------------------- | ---------------- |
| James Stefan Tudeski gen. Jimmy die Tulpe, Auftragsmörder | Bruce Willis          | Manfred Lehmann  |
| Nicholas Oseransky gen. Oz, Zahnarzt                      | Matthew Perry         | Uwe Büschken     |
| Sophie Oseransky, Ehefrau von Oz                          | Rosanna Arquette      | Marina Krogull   |
| Franklin Figueroa gen. Frankie Figs, Gogolaks Gehilfe     | Michael Clarke Duncan | Tilo Schmitz     |
| Cynthia Tudeski, Ehefrau von Jimmy                        | Natasha Henstridge    | Claudia Lehmann  |
| Jill St. Claire, Angestellte von Oz und Jimmy-Fan         | Amanda Peet           | Andrea Solter    |
| Janni Pytor Gogolak, Chicagoer Mafiaboss                  | Kevin Pollak          | Hans-Jürgen Wolf |
| Steve Hanson, Undercoverpolizist                          | Harland Williams      | Tobias Meister   |
| Mutter von Sophie Oseransky                               | Carmen Ferland        | Marianne Lutz    |
| Dave Martin, Chicagoer Freund von Oz                      | Howard Bilerman       | Viktor Neumann   |
| Sergeant Buchanan                                         | Sean Devine           | Hans Hohlbein    |
| Officer Morrissey                                         | Richard Jutras        | Eberhard Prüter  |
| Bankberater                                               | John Sanford Moore    | Tom Vogt         |

## Hintergrund
- Die Produktionskosten des Films betrugen 41,3 Millionen US-Dollar, an den Kinokassen spielte er weltweit 106 Millionen US-Dollar ein.[4]
- In der Szene, als Jimmy von Nicholas erkannt wird und diesem Bilder von Zeitungsartikeln durch den Kopf schießen, sind Aufnahmen von Bruce Willis aus Stirb langsam 2 und Der Schakal zu sehen.
- Während der ersten Szene nach Nicholas’ Ankunft in Chicago ist das Instrumentalstück Tenth Avenue Tango zu hören, das Bruce Willis auf seinem 1989 erschienenen Album If It Don’t Kill You, It Just Makes You Stronger veröffentlicht hatte.
- 2004 folgte eine Fortsetzung des Films unter dem Titel Keine halben Sachen 2 – Jetzt erst recht!.

## Kritiken
„Routiniert inszenierter, aber lieblos erdachter Versuch, der uninspiriert und seelenlos Elemente aus Komödie, Romanze und Gangsterfilm kombiniert.“

„Trotz seiner graziösen Verbeugung vor dem Humphrey-Bogart-Klassiker Key Largo (während einer Schießerei läuft Key Largo im Hintergrund im Fernseher) – hat Keine halben Sachen die Verbrecher-‚Logik der Güte‘ nicht überzeugend erfasst. […] Aus Keine halben Sachen hätte man jedenfalls besser zwei Filme machen sollen – einen über ein Blutbad unter Gangstern und einen über die Eskapaden eines Zahnarztes.“

„Das alles klingt ziemlich konfus. Ist es auch. Doch Komödienfachmann Jonathan Lynn behält im allgemeinen Chaos den Überblick. Und so nimmt der Handlungsverlauf immer wieder neue, absurde Wendungen, bis man dem Charme des überdrehten Killer-Klamauks entweder völlig erliegt oder – das als Warnung an alle Slapstick-Hasser – vorzeitig entnervt das Kino verlässt. Der Schießwütigkeit, die Keine halben Sachen provozierend beiläufig zelebriert, setzt Regisseur Lynn skurrile, bisweilen kitschig-romantische Verwicklungen entgegen.“

## Auszeichnungen
Der Film wurde 2001 für zwei Blockbuster Entertainment Awards nominiert.
Die Deutsche Film- und Medienbewertung (FBW) in Wiesbaden verlieh dem Film das Prädikat „wertvoll“.